# Galatin
Galatin (bulgariska: Галатин) är ett distrikt i Bulgarien.   Det ligger i kommunen Obsjtina Krivodol och regionen Vratsa, i den nordvästra delen av landet, 80 km norr om huvudstaden Sofia.
Trakten runt Galatin består till största delen av jordbruksmark. Runt Galatin är det ganska tätbefolkat, med 104 invånare per kvadratkilometer.